# Жураківські
Жураківські (Жураковські; Жураховські) — шляхетський рід часів Речі Посполитої; козацько-старшинський, згодом дворянський рід в Україні з другої половини XVII століття гербу Сас. 
Жураковські, Жураховські довели своє дворянство у великій кількості в Австро-Угорській та Російській імперіях у XIX столітті.

## Започаткування роду
Жураковські — український шляхетський рід гербу Сас, який отримав назву від села Жураки Богородчанського повіту, що на Галичині.
Також відомі Жураковські герба Прус. 
Молодшими лініями представників родів були: Жураковські-Філовичі, Жураковські-Фіртовичі, Жураковські-Голубовичі, Жураковські-Лехновичі та Жураковські-Загурни.
Козацько-старшинську гілку роду започаткував Михайло — Сосницький сотник (1649). 
Його син Яків (Ясько) Михайлович (р.н. невід. — бл. 1704) був глухівським сотником (1669, 1672, 1675 рр.), наказним полковником в українському козацькому війську, що діяло проти турецько-татарської армії під час облоги нею Чигирина в 1677 році (див. Чигиринські походи), ніжинським полковником (1678—1685 рр.), знатним військовим товаришем (1687–1700). 

## Третє коліно
Серед дітей Якова відомими стали двоє його синів. Жураківський Лук'ян Якович (р.н. невід.—1718) — козацька старшина Ніжинського полку: полковий сотник, осавул, суддя (1699, 1701, 1707 рр.), наказний (1701—1708), а потім повночинний полковник (1708—1718). 
Жураківський Василь Якович (р.н. невід.—1730) — ямпільський сотник (1686, 1695), глухівський городовий отаман (1701), військовий товариш (1704), генеральний осавул (1710—1724). 30 травня 1723 наказний гетьман Павло Полуботок доручив йому і генеральному бунчужному Я. Лизогубові управління Гетьманщиною. Арештований у справі П.Полуботка (1724), після звільнення з-під арешту 1725 жив під наглядом поліції в Санкт-Петербурзі, з 1727 — у Москві (у Грецькому монастирі), 1728 йому було дозволено повернутися до України. 

## Четверте коліно
Внук Лук'яна — Андрій Якович — ніжинський підкоморій (1767—72), ніжинський полковник (1772—82), бригадир (1783—88), депутат дворянства в Чернігівських дворянських депутатських зборах (1784). 

## Інші Жураківські
До цього роду належав Іродіон (Жураківський) (світське ім'я — Іван; р.н. невід. — 08.10.1736) — намісник (з 1721 — архімандрит) Києво-Межигірського Спасо-Преображенського монастиря (1690–1722), архієпископ Чернігівський і Новгород-Сіверський (1722—33), оборонець православ'я.
Цей рід Журавських згас у 1840-х роках.
- Євстафій Іванович Жураківський в 1573 році виїхав з Польщі в Московію і перейшов в православ'я. Його вбили поляки в Ростовському Борисоглібському монастирі[1].
- Яків Михайлович Жураківський був ніжинським полковником (1678–1681)
  - Лук'ян Жураківський
    - Яків Жураківський[2]
      - Андрій Жураківський

  - Василь Жураківський — генеральний осавул (1710–1724).

## Споріднені роди
- Березовські
- Богомольці
- Корінчевські